# Буртасы (Урмарский район)
Бурта́сы (чув. Пӑртас) — село в  Урмарском муниципальном округе Чувашской Республики. 

## География
Расположен в северо-восточной части региона, в пределах Чувашского плато, у реки Куганарка.

### Климат
В селе, как и во всём районе, климат умеренно континентальный с продолжительной холодной зимой и довольно тёплым сухим летом. Средняя температура января −13 °C; средняя температура июля 18,7 °C. За год выпадает в среднем 400 мм осадков, преимущественно в тёплый период. Территория относится к I агроклиматическому району Чувашии и характеризуется высокой теплообеспеченностью вегетационного периода: сумма температур выше +10˚С составляет здесь 2100—2200˚.

## Топоним
Происхождение названия связывают с племенным названием буртас.

## История
Основатели села Буртасы проживали около Свияжска. Во времена существования Казанского ханства там существовали Буртасы и Старые Буртасы.

В XVI веке в Буртасах поселились русские. Вполне вероятно, что они были переселены помещиком Опехтиным, так как деревня принадлежала ему. Видимо, с этим связано переселение части чувашского населения в другие места, в частности в Вурнарский район (деревня Буртасы). В XVII веке часть из них переселилась в Яльчикский район (Полевые Буртасы на Белом озере).
Из Буртас выделились несколько деревень — сначала Шибулатово, затем Ыхра-Сирма.

В 1710 году в Буртасах было 45 дворов, в 1719 году — 48.

На 1-е января 1858 года в деревне насчитывалось:
- Мужчин — 792
- Женщин — 836.

По сведениям 1902 года в селе было 39 дворов, 134 мужчин и 166 женщин.

На 1902 год были следующие промысловые заведения в деревне:
| Название заведений | Доходность в руб. | Владелец заведения | Год основания |
| ------------------ | ----------------- | ------------------ | ------------- |
| Водяные мельницы   | 175               | М.Андреев          | 1893          |
| Водяные мельницы   | 125               | И.Петров           | 1865          |
| Печное             | 50                | С.Павлов           | 1879          |

### Образование
Первое приходское училище среди чувашского населения было открыто 10 августа 1807 года в селе Буртасы. Инициативу его открытия проявил местный священник Николай Семенович Михеев. Против открытия училища в с. Буртасах выступали помещик Чашков и уездное начальство в Цивильске в лице исправника П. Т. Завацкого. Завацкий заявил, что он против открытия училища в Буртасах, так как «для чуваш просвещение вредно, ибо они забудут земледелие и что напрасно открывать училище в округе, когда нет оного в городе».

Размещалось приходское училище в деревне в домике Михеева.

В 1808 году в школе числилось 27 учеников. В 1809 году обучалось 17 человек. В 1811 году было 10 учеников, из которых 3 девочки. Наибольшее количество детей, обучавшихся в этой школе, достигло 86. Школа просуществовала до 1922 года. Конец ей положила долголетняя тяжба Михеева с Чашковым.

В 1829 году дом пришел в ветхое состояние. В феврале 1833 г (к этому времени Михеев умер), было решено училище закрыть, а здание продать с торгов. Дом был оценен в 55 рублей и в 1834 году продан.

Церковно-приходская школа открылась 1 октября 1884 года. В первом году училось 38 мальчиков и 10 девочек. Учителем был Я.Макаров.
Так же в приходе действовали три школы грамотности и одна Братская школа.

### Библиотека
В 1888 году Казанское губернское земство решило создать библиотечную сеть в губернском масштабе. На территории Урмарского района в 1889 году было создано 3 библиотеки, и одна из них в Буртасах при церковно-приходской школе. К Буртасинской библиотеке, которой заведовал Я.Макаров, были прикреплены Тойсинская, Орнарская, Саруйская, Хоруйская, Шоркистринская и Больше-Яниковская школы.

### Медицина
После земской реформы 1864 года медицинское обслуживание населения взяло в свои руки земство. 1 января 1875 года Цивильский уезд был разделен на 2 медицинских участка. Центром первого являлась больница в г.Цивильске на 40 мест и амбулаторно-фельдшерский пункт в селе Буртасы.

Здания фельдшерского амбулаторного пункта в селе состояли из деревянного дома под железной крышей и надворных построек. В 1876 году после окончания Казанской фельдшерской школы сюда был определён Николай Николаевич Свешников, проработавший до 1910 года. С 1912 года фельдшером работал В.Романов.

На 1 января 1936 года на территории Урмарского района было 2 больницы, и одна из них находилась в селе Буртасы. Буртасинская больница на 10 коек.

### Административно-территориальная принадлежность
После образования Цивильского уезда в конце XVI века, Буртасы входило в Яниково-Шоркистринскую волость.
В 1930 году село входило в состав Буртасинского сельского совета и был организован колхоз «Красная горка».

По состоянию на 1 мая 1981 года село находилось в составе Большеяниковского сельского совета. На её территории располагался  совхоз «им. XXV партсъезда».
Входила с 2004 по 2022 г. в состав Бишевского сельского поселения Урмарского района.
В рамках реформы местного самоуправления к 1 января 2023 года поселения района были упразднены, а  НП объединены в единый  муниципальный округ.

## Население
| 2010 | 2012 | 2015 |
| ---- | ---- | ---- |
| 19   | →19  | ↘16  |

### Национальный и гендерный состав
Согласно результатам переписи 2002 года, в национальной структуре населения чуваши составляли 54 %, русские 46 % из 28 чел. Из них мужчины 10, женщины 18.

## Инфраструктура

### Церковь Покрова Пресвятой Богородицы
Церковь Покрова Пресвятой Богородицы построена на средства прихожан в 1878 году, двухпрестольная, придел святого Николая Чудотворца, каменная.

Церковь бездействовала с 1940 по 1942 годы из-за отсутствия священника. В 1959 году официально закрыта и передана под больницу. Вновь открыта в 1990 году. Открыл её священник — основатель Петр Яковлевич Петров.

### Ведомость о церкви
Покровской Казанской Епархии Цивильского уезда село Буртасы состоящей в 3 класс за 1871 год.
1. Церковь построена в 1778 году.
2. Здание каменное с колокольнею, в основании своего твердого фундамента, штукатурка вся обвалилась, кирпич выкрошился, на крыше железная краска почти вся полиняла, внутри оба иконостаса от долговременности застарели, об этом было донесено Епархиальному Начальству рапортам 21 сентября 1850 году, а 1870 года марта 8 дня общим собранием прихожан предположено вместо ветхой церкви выстроить новую каменную церковь. Со 2 половины 1865 года по 1872 год произвести сбор по 30 копеек серебром с каждого прихожанина. С 1872 года платить под 50 копеек серебром со 1 человека. Ограда церкви деревянная — ветхая.
3. Приделов всей церкви 2, а в настоящей во имя Покрова Пресвятой Богородицы, а в пределе теплом, во имя Святителя и Чудотворца Николая.
4. Утварью достаточно.
5. Священников было 1, Дьякон 1.

## Транспорт
Село доступно автотранспортом. Остановка общественного транспорта «Буртасы».